# Sukhumbhand Paribatra
Sukhumbhand Paribatra (Bangkok, 22 de setembro de 1952), cujo nome em tailandês é สุขุม พันธุ์ บริพัตร; é um político tailandês pertencente ao Partido Democrata. Desde 2009, ocupa o cargo de governador de Bangkok.